# Encentrum enteromorphae
Encentrum enteromorphae är en hjuldjursart som beskrevs av Otto 1936. Encentrum enteromorphae ingår i släktet Encentrum och familjen Dicranophoridae. Inga underarter finns listade i Catalogue of Life.